# Иванов, Александр Аркадьевич
Алекса́ндр Арка́дьевич Ивано́в (род. 28 августа 1952) — советский и российский скульптор, член Союза художников Санкт-Петербурга(1985), почетный член Российской академии художеств (2016), действительный член РАХ (2024). Руководитель творческой мастерской РАХ в Санкт-Петербурге. Работает в бронзе и фарфоре, создает произведения больших и малых форм. Использует творческий псевдоним Александр Ив.

## Биография
Родился в Ленинграде, окончил Художественно-педагогическое училище им. В.Серова (1972) и Институт живописи, скульптуры и архитектуры им. И.Репина (1981). Занимается творческой и преподавательской деятельностью, участник и организатор арт-событий. Начал творческую карьеру в русле «монументальной пропаганды», продолжил как автор монументально-декоративных произведений, создав несколько работ для садов и парков («Ангел» и «Европа» в г. Изерлон, Германия; «Танец» в г. Чанчунь, Китай и др.), впоследствии сосредоточился на скульптуре малых форм. Создал обширную галерею портретов исторических персон, среди которых военные, политические, общественные и творческие деятели (Николай II, Рузвельт, Черчилль, Бисмарк, Кастро, Хрущёв, Плевако, Тарковский, Бунин, Булгаков, Солженицын, Айвазовский, Мусоргский и др.).За серию станковых работ из бронзы под условным названием «Метаморфозы» (скульптуры «Поэт», «Урания», «Лунный свет», «Фуга № 1» и др.), а также за активную выставочную деятельность принят в Почетные члены РАХ. С 2000 гг. создал ряд авторских гротескно-бытовых серий расписного фарфора «Шахматы», «Русская баня», «Еврейская свадьба» и др. Серия "Художники" посвящена известным мастерам мирового искусства и выражает оригинальное видение и понимание их творчества в присущих скульптору пластических формах.
С 2022 г. - руководитель творческой мастерской скульптуры РАХ в Институте живописи, скульптуры и архитектуры им. И.Репина.

## Участник фестивалей, симпозиумов, конкурсов
- 2008, 2011 — Международный фестиваль "КронФест ", Кронштадт (участник, куратор),
- 2008 — Международный конкурс проектов ландшафтной скульптуры Olympic Landscape Sculpture Designs Contest 2008, Пекин (финалист[3], участник международной выставки)
- 2003 — Международный симпозиум скульптуры, Морж, Швейцария,
- 2002, 2003, 2005 — Международный симпозиум искусств «М», Изерлон, Германия,
- 2001 — Международный симпозиум скульптуры, Чанчунь, Китай.

## Участник выставок
- 2022 - "Подвигу блокадного Ленинграда посвящается", Союз художников, Санкт-Петербург, 2022
- 2021 - выставка в галерее Artefice, Санкт-Петербург
- 2020, 2016, 2013, 2009, 2007 - "Осенняя выставка", Союз художников, Санкт-Петербург
- 2017 — «85 лет Союзу художников», Центральный выставочный зал «Манеж», Санкт-Петербург
- 2016 — «Скульптура и дизайн в интерьере», Музей искусства Санкт-Петербурга XX—XXI веков
- 2016 — «Весна», Союз художников, Санкт-Петербург
- 2015 — «Божественный Данте», Государственный музей истории религии, Санкт-Петербург
- 2012 — «Первые лица». Скульптура, живопись, текстиль, Художественный салон «Ломоносов», Санкт-Петербург
- 2008 — Olympic Landscape Sculpture Designs, международная выставка ландшафтной скульптуры, Пекин — Лондон — Афины — Сеул — Лос-Анджелес — Рим — Токио — Барселона — Сидней
- 2008 — «Актуальность танцевальности», галерея «Март», Санкт-Петербург
- 2006 — «Наши сказки», Русско-немецкий центр, Санкт-Петербург
- 2006 — «Время перемен», Государственный Русский музей, Санкт-Петербург
- 2005 — «Эра эротики», культурно-выставочный центр «Евразия», Санкт-Петербург
- 2005 — «От маскарада до парада», Центр книги и графики, Санкт-Петербург
- 2000 — «Новые передвижники», Музей труда, Гамбург
- 1998 — Международный салон антиквариата и искусств «Futurescope», Шасней-дю-Пуату, Франция
- 1996 — «Эротика в искусстве», Центральный выставочный зал «Манеж», Санкт-Петербург
- 1995 — «Рождественская бронза-2», Российский этнографический музей, Санкт-Петербург
- 1994 — «Рождественская бронза», центр «Юнеско», Санкт-Петербург
- 1991 — «Русские сезоны», Париж-Лион
- 1987 — «Искусство России», Хельсинки

## Работы в коллекциях
- Русский музей
- Музей фарфора и шахмат (Санкт-Петербург)
- Государственный музей-заповедник «Царское село»
- Нижегородский государственный музей-заповедник
- Городской музей Лахти (Финляндия)
- Парк скульптуры г. Чанчунь (Китай)
- Музей Olympic Landscape Sculpture Designs (Китай)